# Maxera
Maxera là một chi bướm đêm thuộc họ Erebidae.